# Emmanuel Corbey
Josephus Mathias Antonius Emmanuel (Emmanuel) Corbey (Weert, 21 januari 1863 – Heinsberg, 1 juli 1922), Corbey ook gespeld als Corbeij, was een Nederlands architect en dakpannenfabrikant.

## Levensloop
Hij was een leerling van Pierre Cuypers. Rond 1890 vestigde hij zich in het pand Grote Kerkstraat 11-13 in Roermond. Dit pand ontwierp hij in 1887 voor Dhr. Therstappen uit Neer. Daarna woonde hij aan de Brugstraat. Op 15 mei 1894 trouwde hij met de uit Heinsberg afkomstige Mathilde Catharina Hubertina Cremer. Op 23 juni 1894 werd zij ingeschreven in het bevolkingsregister van Roermond. Op 12 december 1894 krijgen ze een tweeling, een meisje en een jongen. Het jongetje overleed twee dagen na de geboorte. In 1896 verhuisde het gezin Corbey naar Heinsberg. Corbey bleef echter banden onderhouden met Roermond. Zo bleef hij eigenaar van de door hem ontworpen villa Kapellerlaan 30, die hij verhuurde aan Pieter Anthony Johan van den Brandeler, officier van justitie aan de rechtbank in Roermond.

## Lijst van bouwwerken
- De lijst is nog niet compleet

| Bouw      | Naam                                        | Plaats       | Bijzonderheden                           | Afbeelding |
| --------- | ------------------------------------------- | ------------ | ---------------------------------------- | ---------- |
| 1887      | Woonhuizen Grotekerkstraat 11 en 13         | Roermond     | Rijksmonument                            |            |
| 1887-1888 | Openbare lagere school, Nusseleinstraat 1-5 | America      | Verbouwd tot 5 woningen                  |            |
| 1888      | Schoolgebouw bij raadhuis                   | Stevensweert |                                          |            |
| 1889      | Sint-Catharinakerk                          | Leunen       | Herbouw schip, koor uit 1433 behouden    |            |
| 1889      | Kasteel Groot Buggenum                      | Grathem      | Herbouw kasteel                          |            |
| 1890-1891 | Heilig Hartklooster                         | Reuver       |                                          |            |
| 1891      | Sint-Martinuskerk                           | Tongelre     |                                          |            |
| 1892      | Verbouwing Openbare school bij raadhuis     | Wessem       |                                          |            |
| 1893-1894 | Maria Geboortekerk                          | Dussen       | Door oorlogshandelingen verwoest in 1944 |            |
| 1894      | Woonhuis Lindanusstraat 12                  | Roermond     |                                          |            |
| 1894      | Woonhuis Steegstraat 20                     | Roermond     |                                          |            |
| 1895      | Villa Kapellerlaan 3                        | Roermond     |                                          |            |
| 1895      | Sint-Lambertuskerk                          | Nederwetten  |                                          |            |
| 1898      | Sint-Willibrorduskerk                       | Neerkant     | Door oorlogshandelingen verwoest in 1944 |            |